# Renault Alpine A610
Renault Alpine A610 var en sportsvogn fra den franske Renault-koncern. Modellen var efterfølgeren for Alpine GTA og blev mellem midten af 1991 og starten af 1995 bygget i nordfranske Dieppe i 818 eksemplarer, heraf 67 højrestyrede.
Bilen lignede meget forgængeren fra 1984. Fronten blev udvidet med tågeforlygter og klaplygter. Motoren var en 3,0-liters V6-motor med turbolader af aluminium (beslægtet med PRV-motoren), med 184 kW (250 hk). Dermed fik bilen en tophastighed på 265 km/t og accelererede fra 0 til 100 km/t på 5,7 sekunder. Klimaanlæg og ABS hørte til standardudstyret.
I løbet af årene kom der forskellige specialmodeller af Alpine A610. Så efter Vinter-OL 1992 i Albertville kom der en efter byen opkaldt specialmodel, som var helt hvid.
I 1994 deltog Alpine A610 i 24-timers racerløbet i Le Mans. Produktionen blev indstillet i starten af 1995, da styktallene var for lave. Som indirekte efterfølger kan ses Renault Sport Spider, som kom på markedet næsten samtidig.